# Fycocyanine
Fycocyanine is een pigment uit de lichtabsoberende fycobiliproteïne-familie, samen met allofycocyanine en fycoerytrine. Alle fycobiliproteïnen zijn in water oplosbaar en kunnen daarom binnen de celmembraan voorkomen, evenals de carotenoïden. Fycobiliproteïnen vormen clusters die aan de celmembraan hechten, de zogenoemde fycobilisomen. Fycocyanine is betrokken bij de fotosynthese in blauwalgen (cyanobacteriën), maar komt ook voor bij roodwieren en heeft een purperen tot cobaltblauwe kleur.
Het absorptiemaximum is in de blauwalgen (Aphanezomenon flos aquae) bij een golflengte van 615 nm. In verscheidene roodwieren is het absorptiespectrum tweetoppig, met maxima bij 550 nm en een grotere top bij 615 nm.
De blauwe chromofoorgroep bij fycocyanine is het fycocyanobiline. Het is covalent met een cysteïne-molecuul vastgehecht aan de proteïneruggegraat van het fycocyanine.